# ادوارد گیبسون
ادوارد گیبسون (به انگلیسی: Edward Gibson) فضانورد اهل کشور ایالات متحده آمریکا است که در ۸ نوامبر ۱۹۳۶ میلادی در بوفالو، نیویورک زاده شد. وی در مأموریت اسکای‌لب ۴ حضور داشته است.